# Cyprinella trichroistia
Cyprinella trichroistia és una espècie de peix cipriniforme de la família dels ciprínids.

## Morfologia
Els mascles poden assolir els 10 cm de longitud total.

## Distribució geogràfica
Es troba a Nord-amèrica: Tennessee, nord-oest de Geòrgia i Alabama (Estats Units).